# Kuznetsk
Kuznetsk - Кузнецк (rus) - és una ciutat de l'óblast de Penza, a Rússia. Es troba a la vora del riu Truiov, un afluent del Surà, a 107 km a l'est de Penza.

## Història
El 1699 el poble de Naritxkino es fundà a l'emplaçament de l'actual ciutat. El 1790 prengué el nom actual i adquirí l'estatus de ciutat. En aquella època, la vila era la capital d'un efímer districte de Kuznetsk. Al segle xix l'artesanat tingué un gran creixement i hi aparegueren les primeres fàbriques. El 1874 quedà unida a la línia ferroviària Morxansk-Sízran.
Després de la Revolució d'Octubre de 1917 el poder soviètic s'establí a Kuznetsk el 18 de gener de 1918. El setembre de 1933 entrà en servei una central electrotèrmica.
La ciutat contribuí a la victòria de la Unió Soviètica a la Segona Guerra Mundial amb 12.000 homes, sis dels quals esdevingueren herois de la Unió Soviètica. La ciutat acollí quatre hospitals per a ferits i les fàbriques començaren a produir roba, calçat i munició per als militars. També acollí moltes fàbriques de construcció mecànica evacuades de les regions amenaçades pels nazis.
Després de la guerra, la ciutat continuà amb la seva activitat econòmica. El 1999 fixà la data oficial de la seva fundació el 7 de febrer de 1699, dia de l'obertura de la primera església, i celebrà el seu 300 aniversari. Kuznetsk és avui dia el segon centre industrial i cultural de l'óblast de Penza.